# Palazzo Sampieri Olgiati
Palazzo Sampieri Olgiati é um palácio renascentista localizado na altura do número 11 da Piazza Fiammetta, no rione Ponte de Roma.

## História
O palácio foi construído no século XVI para a família Sampieri, originária de Bolonha e presente em Roma desde 1571. No início do século seguinte, o edifício foi adquirido pelos Olgiati, proveniente da Lombardia e também presente em Roma desde o século XVI. Foram eles que deram ao palácio seu formato definitivo, uma obra de Onorio Longhi, que construiu também um belvedere que já não existe mais. Em seguida, o edifício foi adquirido pelo cardeal Giulio Romano, morto em 1652, e pelo embaixador de Malta. Um tal monsenhor Raimondo o adquiriu depois por 14 000 escudos.

## Descrição
A fachada se apresenta em dois pisos com janelas arquitravadas no primeiro e apenas emolduradas no segundo. No piso térreo, uma série de arcos de silhares rusticados são remanescentes de um antigo pórtico, atualmente fechado e aberto apenas por janelas gradeadas; o arco central é o portal principal e está encimado por uma varanda sustentada por mísulas de pedra e com um parapeito de ferro forjado. Coroando a fachada está um beiral decorado com óvolos, dentículos e mísulas decorados com folhas de acanto e trabalhado em caixotões com os elementos heráldicos dos Sampieri: chaves, leões e águias.